# Colmenar
Colmenar („Bienenkorb“) ist eine südspanische Kleinstadt und eine Gemeinde mit 3.545 Einwohnern (Stand: 2024) in der Provinz Málaga in der Autonomen Gemeinschaft Andalusien.

## Lage und Klima
Der Bergort Colmenar liegt in den Südhängen der Montes de Málaga in einer Höhe von ca. 700 m. Die Provinzhauptstadt Málaga befindet sich ca. 30 km (Fahrtstrecke) südwestlich; die Stadt Antequera ist ca. 35 km in nordwestlicher Richtung entfernt. Das Klima im Winter ist durchaus kühl, im Sommer dagegen – trotz der Höhenlage – warm bis heiß; die eher spärlichen Regenfälle (ca. 400 mm/Jahr) fallen überwiegend im Winterhalbjahr.

## Bevölkerungsentwicklung
| Jahr      | 1857  | 1900  | 1950  | 2000  | 2020  |
| Einwohner | 5.772 | 3.959 | 4.680 | 3.073 | 3.438 |

Die Mechanisierung der Landwirtschaft und die Aufgabe bäuerlicher Kleinbetriebe („Höfesterben“) haben seit den 1950er Jahren zu Arbeitslosigkeit und einem deutlichen Absinken der Bevölkerungszahlen geführt.

## Wirtschaft
Die Landwirtschaft spielte seit jeher die wichtigste Rolle für die – früher weitgehend als Selbstversorger lebende – Bevölkerung der Region, doch bereits im Mittelalter entwickelten sich allmählich auch Handwerk, Handel und das Dienstleistungsgewerbe, zu dem im ausgehenden 20. Jahrhundert mehr und mehr auch der Tourismus gehörte.

## Geschichte

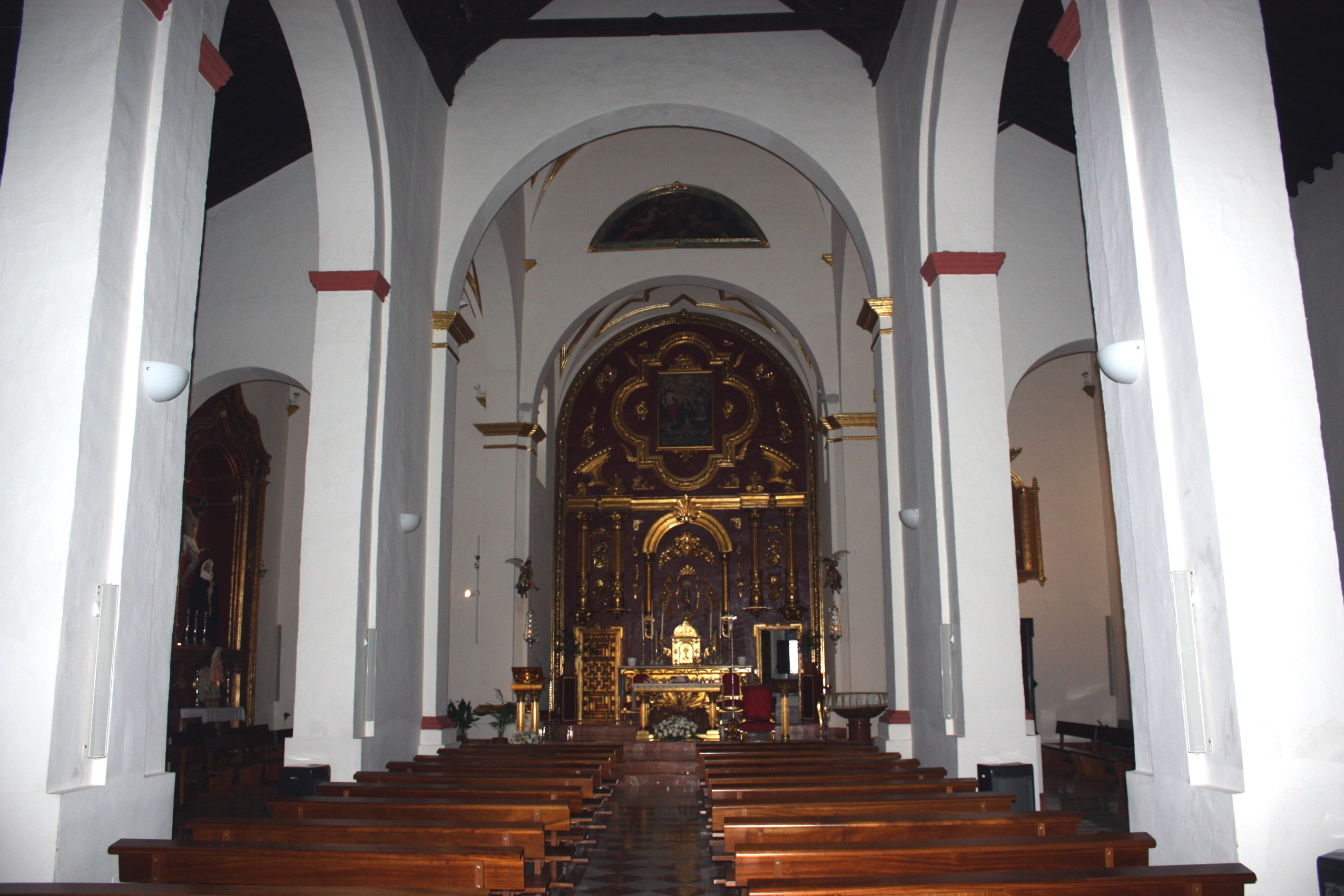
Iglesia de la Asunción

Etwa 1 km außerhalb der heutigen Kleinstadt wurden einige Keramikreste aus der Römerzeit gefunden. Man kann jedoch vermuten, dass der ehemals abgelegene Bergort Colmenar erst in der Zeit der Rückeroberung (reconquista) der Stadt Málaga (1487) entstand und von geflüchteten maurisch-berberischen Siedlern gegründet wurde. In einer Urkunde aus dem Jahr 1558 ist von einer Grundherrschaft (señorio) die Rede, nach dem Jahr 1611 von einer Vizegrafschaft (vizcondado).

## Sehenswürdigkeiten
- Das gesamte Ortsbild ist von weiß getünchten Häusern geprägt.
- Die im 17./18. Jahrhundert erbaute Iglesia de la Asunción ist der Himmelfahrt Mariens geweiht. Das Innere der dreischiffigen Kirche wird von Holzdecken überspannt.
- Die Ermita de la Candelaria ist eine Friedhofskapelle am südöstlichen Ortsrand.
- Das Museo de la Miel ist der Bienenzucht und der Honigernte gewidmet.[6]